# Ronde van Italië 2022/Negende etappe
De negende etappe van de Ronde van Italië 2022 werd verreden op zondag 15 mei van Isernia naar de Blockhaus. Het betrof een bergetappe over 187 kilometer waarin beide kanten van de Blockhaus werden beklommen. Een kopgroep met onder meer Diego Rosa, Joe Dombrowski en Natnael Tesfatsion kreeg ruimte van het peloton met de klassementsmannen. De voorsprong was op het hoogtepunt ruim vijfenhalve minuut. In aanloop naar de slotbeklimming werd door INEOS Grenadiers het tempo opgevoerd, waardoor de kopgroep al snel doorkreeg dat de klassementsrenners wilden strijden om de etappezege. Rosa pakte onderweg voldoende punten om de bergtrui over te nemen van Koen Bouwman.
Onderaan kreeg Wilco Kelderman te maken met materiaalpech en wist niet meer terug te keren in het peloton. Even later moest favoriet Simon Yates het peloton laten gaan; beide verloren ruim elf minuten. Nadat zijn laatste luitenant van kop ging bestond het peloton uit elf man, waarna Richard Carapaz ten aanval ging. Alleen Romain Bardet en Mikel Landa konden hem volgen met João Almeida, Domenico Pozzovivo en Jai Hindley op het elastiek. Daarachter streed rozetruidrager Juan Pedro López om het behouden van de leiding. De zes vooraan bleven bij elkaar en sprintten om de etappe. Hindley ging als eerste aan en hield stand. López hield uiteindelijk genoeg over om de leiding te behouden.

## Uitslagen
| Isernia – Blockhaus (187,0 km) |                    |                                    |          |
| Plaats                         | Naam               | Ploeg                              | Tijd     |
| 1                              | Jai Hindley        | BORA-hansgrohe                     | 5u34'44" |
| 2                              | Romain Bardet      | Team DSM                           | z.t.     |
| 3                              | Richard Carapaz    | INEOS Grenadiers                   | z.t.     |
| 4                              | Mikel Landa        | Bahrain-Victorious                 | z.t.     |
| 5                              | João Almeida       | UAE Team Emirates                  | z.t.     |
| 6                              | Domenico Pozzovivo | Intermarché-Wanty-Gobert Matériaux | + 3"     |
| 7                              | Emanuel Buchmann   | BORA-hansgrohe                     | + 16"    |
| 8                              | Vincenzo Nibali    | Astana Qazaqstan                   | + 34"    |
| 9                              | Alejandro Valverde | Movistar Team                      | + 46"    |
| 10                             | Thymen Arensman    | Team DSM                           | + 58"    |
|                                |                    |                                    |          |
| 37                             | Mauri Vansevenant  | Quick Step-Alpha Vinyl             | + 12'49" |

| Algemeen klassement |                    |                                    |           |
| Plaats              | Naam               | Ploeg                              | Tijd      |
| Roze trui           | Juan Pedro López   | Trek-Segafredo                     | 37u52'01" |
| 2                   | João Almeida       | UAE Team Emirates                  | + 12"     |
| 3                   | Romain Bardet      | Team DSM                           | + 14"     |
| 4                   | Richard Carapaz    | INEOS Grenadiers                   | + 15"     |
| 5                   | Jai Hindley        | BORA-hansgrohe                     | + 20"     |
| 6                   | Guillaume Martin   | Cofidis                            | + 28"     |
| 7                   | Mikel Landa        | Bahrain-Victorious                 | + 29"     |
| 8                   | Domenico Pozzovivo | Intermarché-Wanty-Gobert Matériaux | + 54"     |
| 9                   | Emanuel Buchmann   | BORA-hansgrohe                     | + 1'09"   |
| 10                  | Peio Bilbao        | Bahrain-Victorious                 | + 1'22"   |
|                     |                    |                                    |           |
| 12                  | Thymen Arensman    | Team DSM                           | + 1'27"   |
| 27                  | Mauri Vansevenant  | Quick Step-Alpha Vinyl             | + 12'50"  |

## Opgaven
- Rüdiger Selig (Lotto Soudal): Opgave tijdens de etappe

1e etappe ·
2e etappe ·
3e etappe ·
4e etappe ·
5e etappe ·
6e etappe ·
7e etappe ·
8e etappe ·
9e etappe ·
10e etappe ·
11e etappe ·
12e etappe ·
13e etappe ·
14e etappe ·
15e etappe ·
16e etappe ·
17e etappe ·
18e etappe ·
19e etappe ·
20e etappe ·
21e etappe
Startlijst · Eindstanden · Afbeeldingen